# Triều Tiên Nhân Tổ
Triều Tiên Nhân Tổ (chữ Hán: 朝鮮仁祖; Hangul: 조선 인조, 7 tháng 12 năm 1595 - 17 tháng 6 năm 1649), là vị quốc vương thứ 16 của nhà Triều Tiên. Ông ở ngôi từ năm 1623 đến năm 1649, tổng cộng 26 năm.
Triều đại của Nhân Tổ đại vương được xem là một trong những thời kỳ đáng nhớ nhất của lịch sử Triều Tiên, khi đó Triều Tiên đối mặt với hai cuộc xâm lăng Triều Tiên của Mãn Châu, và kết thúc với sự đầu hàng của Triều Tiên vào năm 1636. Trong Hòa ước Tam Điền Độ (三田渡), ông đã phải quỳ lạy tới chín lần trước Hoàng Thái Cực, Triều Tiên quốc phải quy phục nhà Thanh. Điều này trở thành một sự nhục nhã lớn nhất trong lịch sử Hàn Quốc.
Ngày nay, Nhân Tổ đại vương bị xem là một vị quân chủ kém cỏi, không giải quyết và ổn định trong việc cai trị, gây ra Lý Quát chi loạn (李适之亂), hai cuộc chiến tranh với Mãn Châu và tàn phá nền kinh tế. Ông thường được so sánh với người tiền nhiệm, Quang Hải Quân, người đã thực hiện nhiều cải cách và bị truất ngôi, trong khi Nhân Tổ hầu như không có thành tích nào trong thời gian trị vì và còn được đặt thụy hiệu.
Nhiều người nhận xét, ông không phải là tấm gương của các chính trị gia, ông cũng bị chê trách vì đã không quan tâm đến đất nước. Tuy nhiên, ông cũng cải cách quân đội và tăng cường quân sự để phòng thủ chiến tranh, khi đất nước bị nhiều cuộc xâm lược từ năm 1592 đến năm 1636.

## Thân Thế
Nhân Tổ đại vương có tên húy là Lý Tông (李倧; 이종), tên còn nhỏ là Thiên Dận (天胤), được sinh ra vào ngày 7 tháng 12 năm 1595 (tức là ngày 7 tháng 11 năm Ất Mùi), là con trai của Định Viễn quân Lý Phu (李琈) và là cháu nội của Triều Tiên Tuyên Tổ. Khi đó đang xảy ra Nhâm Thìn chi loạn (壬辰之亂), gia đình cha mẹ ông phải lánh đến Hoàng Hải đạo ở Hải Châu và ông được sinh ra tại đây.
Năm 1607, ông được phong làm Lăng Dương quân (绫阳君) nhưng không được sự ủng hộ của bất kỳ phe phái nào.
Năm 1608, Triều Tiên Tuyên Tổ thăng hà, Quang Hải Quân kế vị. Lúc ấy, triều đình chia thành nhiều phe phái khác nhau; trong đó phái Đông Nhân đứng đầu kể từ sau cuộc chiến tranh với Triều Tiên, chủ trương chống lại Nhật Bản. Nhưng sau đó, phái này lại bị chia rẽ làm hai những năm cuối thời Tuyên Tổ: Bắc Nhân muốn cải cách triệt để, trong khi phái Nam Nhân đồng ý với cải cách dần dần. Sau khi Tuyên Tổ qua đời, phái Bắc Nhân, phe giành quyền điều khiển triều đình lúc ấy được chia thành Đại Bắc Nhân và Tiểu Bắc Nhân. Khi Quang Hải Quân lên ngôi, phái Đại Bắc Nhân do ủng hộ nhà vua nên trở thành phe phái chủ chốt. Trong khi phái Tây Nhân chỉ là một nhóm nhỏ, không có ảnh hưởng gì. Tuy nhiên, những người của phái Tây Nhân vẫn nung nấu chờ cơ hội để nắm quyền.

## Nhân Tổ phản chánh sự kiện
Dù Quang Hải Quân là một nhà chính trị tài năng, nhưng ông không được sự ủng hộ của đại đa số quan lại, quý tộc và nho sĩ vì ông chỉ là con thứ của một tì thiếp. Phái Đại Bắc Nhân đã cố gắng để gạt bỏ những dư luận đó bằng cách đàn áp phái Tiểu Bắc Nhân; sát hại Lâm Hải Quân (臨海君), người anh cùng mẹ Quang Hải Quân và Vĩnh Xương Đại Quân (永昌大君), con của Nhân Mục Vương hậu. Đồng thời, Nhân Mục vương hậu cũng bị phế truất.
Đây không phải là ý chỉ của Quang Hải Quân, ông cố gắng khôi phục các đại thần từ nhiều phái chính trị nhưng điều này bị ngăn chặn bởi phái Đại Bắc Nhân bao gồm Lý Nhĩ Chiêm (李尔瞻) và Trịnh Nhân Hoằng (鄭仁弘). Những cải cách của Quang Hải Quân không nhận được sự đồng thuận của tầng lớp quý tộc, vì thế họ âm mưu tạo phản.
Năm 1623, phái Tây Nhân đứng đầu là Kim Tự Điểm (金自點) và Lý Quát đã lật đổ và truất ngôi Quang Hải Quân rồi sau đó lưu đày ông tới đảo Tế Châu. Hai người Lý Trịnh đều bị giết, phái Tây Nhân lên nắm quyền thay phái Bắc Nhân. Người trong phái Tây Nhân tìm Lăng Dương quân đưa lên ngôi, sử gọi sự kiện này là Nhân Tổ phản chánh (仁祖反正). Đó là ngày 13 tháng 3 năm Quý Hợi (tức ngày 12 tháng 4 dương lịch).
Mặc dù là quốc vương, nhưng Nhân Tổ không có bất cứ quyền lực nào vì hầu hết đều nằm trong tay phái Tây Nhân, những người đã phế truất Quang Hải Quân.

## Cuộc biến loạn của Lý Quát
Năm 1624, Lý Quát (李适, 이괄) cho rằng mình đã không được đối xử và ưu đãi xứng với công lao, trong khi những người khác được ban thưởng và thăng quan tước, còn ông thì lại bị điều lên phía Bắc Bình Nhưỡng để ngăn chặn sự bành trường của người Mãn Châu nên nổi dậy chống lại, sử gọi là Lý Quát chi loạn (李适之亂). Lý Quát chỉ huy 12 nghìn quân, trong đó bao gồm 100 lính Nhật Bản (những người đã đào ngũ sang Triều Tiên trong chiến tranh Triều Tiên-Nhật Bản) tiến đánh Hán Thành. Trong trận Jeotan, Lý Quát đã đánh bại quân đội triều đình dưới sự chỉ huy của tướng Trương Văn (張晩; Jang Man), và bao vây Hán Thành. Vua Nhân Tổ phải bỏ chạy đến Công Châu. Kinh đô Hán Thành rơi vào tay quân phản loạn.
Ngày 11 tháng 2 năm đó, Lý Quát suy tôn Hưng An quân (興安君) làm vua mới. Tuy nhiên, tướng Trương Văn đã nhanh chóng phản công với một đội quân khác và tiêu diệt lực lượng của Lý Quát. Chẳng bao lâu, quân đội Triều Tiên tái chiếm lại kinh đô, còn Lý Quát thì bị giết bởi chính binh sĩ của mình; cuộc nổi loạn kết thúc.
Mặc dù Nhân Tổ đã giữ vững được ngôi vị, song cuộc nổi loạn cho thấy quyền lực của nhà vua đã suy yếu và rơi dần vào tay của tầng lớp quý tộc, những người đã tìm được chỗ đứng lớn hơn do có công chống lại cuộc nổi loạn. Ngoài ra, nền kinh tế được khôi phục yếu ớt từ thời Quang Hải Quân đã bị hủy hoại thêm lần nữa và nền kinh tế này sẽ còn yếu đuối trong một thời gian nữa.

## Chiến tranh với Mãn Châu
Quang Hải Quân đã khéo léo trong việc giữ chính sách trung lập giữa Mãn Châu và nhà Minh (Trung Quốc), đồng minh truyền thống của Triều Tiên. Tuy nhiên, sau khi Quang Hải Quân bị phế truất, phái Tây nhân đã theo đường lối thân Minh chống Mãn. Mãn Châu từ trước vẫn quan hệ tốt đẹp với Triều Tiên, thì nay bắt đầu lưu tâm tới Triều Tiên như một kẻ thù. Han Yun, người đã tham gia vào cuộc nổi loạn của Lý Quát, chạy sang Mãn Châu cầu cứu Nỗ Nhĩ Cáp Xích; mối quan hệ giữa Mãn Châu và Triều Tiên chấm dứt.
Năm 1627, 3 vạn kỵ binh dưới sự chỉ huy của A Mẫn (阿敏) và tướng Khương Hoằng Lập tiến đánh Triều Tiên, yêu cầu phục ngôi cho Quang Hải Quân và xử tử phái Tây Nhân đứng đầu là Kim Tự Điểm. Tướng Trương Văn lại một lần nữa cầm quân, nhưng không thể đẩy lui được quân xâm lược, vua Nhân Tổ phải chạy trốn đến đảo Giang Hoa. Trong lúc đó, quân Mãn Châu cảm thấy không có lý do để tấn công Triều Tiên nên quyết định rút về để chuẩn bi giải quyết nhanh chóng chiến tranh với nhà Minh. Hậu Kim và Triều Tiên tuyên bố nối lại quan hệ như cũ, sau đó Mãn Châu rút quân. Cuộc chiến này được lịch sử gọi với cái tên là Đinh Mão Hồ loạn (丁卯胡亂, 정묘호란).
Tuy vậy, phái Tây Nhân vẫn giữ vững quan điểm của mình. Nỗ Nhĩ Cáp Xích có cái nhìn thiện cảm với Triều Tiên nên không muốn tấn công lần  nữa. Nhưng chẳng bao lâu sau đó, khi ông mất. Hoàng Thái Cực lên kế vị, Mãn Châu lại chuẩn bị cơ hội đế xâm lược Triều Tiên. Khi tướng Minh là Mao Văn Long chạy trốn đến Triều Tiên cùng với quân đội của mình, Nhân Tổ đã che chở và giúp đỡ nên gây ra cuộc xâm lược lần thứ hai của Mãn Châu.
Năm 1636, Hoàng Thái Cực chính thức đổi tên nhà Hậu Kim thành nhà Thanh và tự mình tổ chức một cuộc tấn công xâm lược Triều Tiên lần thứ hai, lịch sử gọi là Bính Tý Hồ loạn (丙子胡亂, 병자호란). Quân nhà Thanh tránh đụng độ với lực lượng trấn thủ biên giới do tướng Lâm Khánh Nghiệp (Im Gyeong Eop), một viên tướng được nhà Thanh đánh giá cao. Hai vạn kị binh tiến thẳng đến Hán Thành trước khi Nhân Tổ có thể bỏ chạy đến đảo Giang Hoa, ông phải chạy tới Nam Hán Sơn thành (南漢山城, 남한산성) và bị vây đói tại đây.
Cuối cùng Nhân Tổ cũng đầu hàng nhà Thanh và ký Hòa ước Tam Điền Độ (三田渡, 삼전도), theo đó Nhân Tổ đã phải dập đầu cúi lạy tới chín lần như người đầy tớ với Hoàng đế nhà Thanh. Tiếp theo, hai Vương tử trưởng của Nhân Tổ bị đưa tới Trung Quốc như những tù nhân. Triều Tiên trở thành nước phiên thuộc của nhà Thanh vào năm 1636.

## Cái chết của Thế tử
Năm 1644, sau khi nhà Thanh thống nhất toàn bộ Trung Quốc, hai vương tử được trở về Triều Tiên. Con trai đầu của Nhân Tổ, Chiêu Hiến Thế tử đã mang nhiều tư tưởng mới từ các nước phương Tây như Thiên chúa giáo, và đề nghị vua Nhân Tổ cải cách, trong đó có việc hy vọng biến Triều Tiên thành một quốc gia Thiên Chúa giáo.
Tuy nhiên, Nhân Tổ và quần thần không chấp nhận các ý kiến đó và thi thể của Thế tử được tìm thấy trong phòng của nhà vua với một vết thương nặng ở đầu. Nhiều người đã cố gắng tìm hiểu nguyên nhân, nhưng Nhân Tổ ra lệnh mai táng nhanh chóng, sau đó ông buộc tội phản nghịch cho vợ của Thế tử là Mẫn Hoài tần cung Khương thị (愍懷嬪宫姜氏) và ra lệnh xử tử bà. Cái chết của vợ chồng Thế tử lúc đó làm nhiều người nghi ngờ có liên quan đến Triệu Quý nhân là người luôn có hiềm khích với Mẫn Hoài tần vì tham vọng đưa con mình lên làm Thế tử. Phượng Lâm Đại quân Lý Hạo, người cũng trở về từ Trung Quốc, được chỉ định làm Vương thế tử mới, sau này trở thành Triều Tiên Hiếu Tông.
Năm 1649, ngày 17 tháng 6 (tức ngày 8 tháng 5 năm Kỉ Sửu), Triều Tiên Nhân Tổ qua đời tại Xương Đức cung, hưởng thọ 53 tuổi. Ban đầu miếu hiệu của ông là Liệt Tổ (烈祖), sau đổi thành Nhân Tổ.

## Gia đình
- Thân phụ: Định Viễn quân Lý Phu (定遠君李琈), sau truy tôn làm Triều Tiên Nguyên Tông (朝鮮元宗).
- Thân mẫu: Nhân Hiến vương hậu Cụ thị (仁獻王后具氏, 1578 - 1626), người ở Lăng Thành, con gái thứ năm của Lăng An phủ viện quân Cụ Tư Mạnh (具思孟) và Bình Sơn phủ phu nhân Thân thị (平山府夫人申氏). Tước phong ban đầu khi kết hôn của bà là Liên Châu quận phu nhân (連珠郡夫人), sau khi Nhân Tổ kế vị thì tôn thành Phủ phu nhân (府夫人) và có tôn hiệu là Khải Vận Cung (啓運宮). Sau khi qua đời, bà mới được truy tôn thụy hiệu vương hậu là Kính Ý Trinh Tĩnh Nhân Hiến vương hậu (敬懿貞靖仁獻王后), an táng ở Chương lăng (章陵).
- Hậu cung;
  - Chính thất:
    - Nhân Liệt Vương hậu Hàn thị (仁烈王后韓氏; 1594 – 1635), con gái của Tây Bình phủ viện quân Hàn Tuấn Khiêm (西平府院君韓浚謙) và Cối Sơn phủ phu nhân Hoàng thị ở Xương Nguyện (檜山府夫人昌原黃氏). Bà là nguyên phối của Nhân Tổ, kết hôn với Nhân Tổ năm 1610 khi ông còn đang là Lăng Dương quân. Sau khi Nhân Tổ lên ngôi, bà được phong làm Vương phi.
    - Trang Liệt Vương hậu Triệu thị (莊烈王后趙氏; 1624 – 1688), con gái của Hán Nguyện phủ viện quân Triệu Xương Viễn (漢原府院君趙昌遠) và Hoàn Sơn phủ phu nhân Thôi thị ở Toàn Châu (完山府夫人全州崔氏). Trở thành Kế phi của Nhân Tổ sau khi Nhân Liệt Vương hậu qua đời, bà lần lượt được tấn tôn làm Vương đại phi rồi Đại vương đại phi dưới triều Hiếu Tông, Hiển Tông và Túc Tông.

  - Thứ thất:
    - Quý nhân Trương thị (張氏; ? – 1671), con gái của Trương Lưu (張留) và Lý thị ở Hàn Sơn (韓山李氏). Năm 1635, bà nhập cung phong làm Thục nghi (淑儀), 3 năm sau thăng làm Chiêu nghi (昭儀). Năm 1640, tấn phong Quý nhân.
    - Phế quý nhân Triệu thị (廢貴人趙氏; ? – 1651), con gái của Triệu Kỳ (趙琦) và một tỳ thiếp. Vốn là một cung nữ, vì được Nhân Tổ sủng hạnh mà dần được tấn phong lên Chiêu nghi của Quý nhân. Sau khi Nhân Tổ qua đời, bà muốn đưa con trai mình là Sùng Thiện quân kế vị nhờ câu kết với Kim Tự Điểm, nhưng cuối cùng thất bại và bị bức chết. Phong hiệu Quý nhân của bà về sau cũng bị tước bỏ.
    - Thục nghi Phác thị
    - Thục nghi La thị
    - Thục viên Trương thị

  - Tỳ thiếp: Thượng cung Lý thị (? – 1643), con gái của Lý Thành Cát.
- Vương tử:

1. Chiêu Hiến Thế tử Lý Uông [昭顯世子李汪, 1612 - 1645], mẹ là Nhân Liệt Vương hậu. Lấy Mẫn Hoài tần cung Khương thị ở Câm Xuyên (愍懷嬪衿川姜氏).
2. Triều Tiên Hiếu Tông Lý Hạo [李淏], mẹ là Nhân Liệt Vương hậu. Đương thời ông có phong hiệu là Phượng Lâm Đại quân (鳳林大君). Lấy Nhân Tuyên vương hậu Trương thị (仁宣王后 張氏, 1618 - 1674), người ở Đức Thủy (德水).
3. Lân Bình Đại quân (麟坪大君, 1622-1658), mẹ là Nhân Liệt Vương hậu, tổ tiên trực hệ của Đại Hàn Cao Tông.
4. Long Thành Đại quân (1624-1629), mẹ là Nhân Liệt Vương hậu.
5. Sùng Thiện quân Lý Trừng [崇善君李澂, 1639 - 1690], mẹ là Phế Quý nhân Triệu thị. Lấy Vĩnh Phong quận phu nhân Thân thị ở Bình Sơn.
6. Lạc Thiện quân Lý Tiêu [樂善君李潚, 1641 - 1695], mẹ là Phế Quý nhân Triệu thị. Lấy Đông Nguyện quận phu nhân Kim thị ở Giang Lăng.

- Vương nữ:

1. Công chúa [公主; 1625], mẹ là Nhân Liệt Vương hậu, chết yểu.
2. Phế Hiếu Minh ông chúa [廢孝明翁主; ? - 1700], mẹ là Phế Quý nhân Triệu thị. Hạ giá lấy Lạc Thành úy Kim Thế Long (金世龍).

## Thụy hiệu
- Nhân Tổ Khai Thiên Triệu Vận Chính Kỷ Tuyên Đức Hiến Văn Liệt Vũ Minh Túc Thuần Hiếu Đại vương (tiếng Hàn Quốc: 인조개천조운정기선덕헌문열무명숙순효대왕, tiếng Trung: 仁祖開天肇運正紀宣德憲文烈武明肅純孝大王).

## Trong văn hóa đại chúng
- Được diễn bởi Kang Tae Oh trong bộ phim truyền hình Tale Of Nokdu của đài KBS2 năm 2019.